# Quatermain – Auf der Suche nach dem Schatz der Könige
Quatermain – Auf der Suche nach dem Schatz der Könige ist ein US-amerikanischer Spielfilm des Regisseurs J. Lee Thompson, gedreht im Jahr 1985 in Zimbabwe. Er basiert auf dem erstmals hundert Jahre zuvor veröffentlichten Roman König Salomos Schatzkammer (Originaltitel: King Solomon’s Mines) von Sir Henry Rider Haggard. Produziert wurde der Film von der Filmproduktionsgesellschaft Cannon Films.

## Handlung
Afrika, 1913. In einem Kolonialterritorium, in dem die Deutschen großen Einfluss genießen, lebt der Abenteurer Allan Quatermain, ein mit Stämmen, Gebräuchen und Riten des schwarzen Kontinentes vertrauter Fachmann. Dieser erhält eines Tages Besuch von der hübschen Amerikanerin Jessie Huston. Diese will Quatermain dazu bringen, nach ihrem Vater zu suchen. Professor Huston war vor seinem Verschwinden auf der Suche nach einer Mine, in der die Diamanten König Salomons verborgen sein sollen. Quatermain willigt schließlich ein. Gemeinsam mit dessen Freund, dem Kukuwana-Krieger Umbopo, macht sich das Trio auf den Weg.
Schon bald bemerkt Quatermain, dass sie verfolgt werden. Die Spione wurden von Allans Erzfeind Dogati ausgesandt, einem orientalischen Menschenhändler, der ebenfalls auf das Versteck der Edelsteine aus ist und zu diesem Zweck einen Pakt mit dem deutschen Oberst Bockner eingegangen ist. Bockner hat auch Professor Huston entführt, um ihm Einzelheiten zur Lage der Salomon-Mine zu entlocken. Jessie und Allan gelingt es zwar, den Professor aus Bockners Gefangenschaft in dessen Militärzug zu befreien, doch zu spät: Jessies Vater hat Bockner und Dogati inzwischen den Weg zur Mine beschrieben.
Es beginnt ein Wettlauf gegen die Bösewichter, den die Quatermain-Gruppe nach Scharmützeln mit Löwen, Stammeskriegern und Bockners Soldaten gewinnt. Als Allan und Jessie schließlich die mit tödlichen Fallen und Monstern gesicherte Mine erreichen, sind auch Dogati und Bockner zur Stelle. Es gelingt ihnen, die beiden schließlich auszuschalten und die am Ende einstürzende Mine lebend zu verlassen – die Diamanten sind unerreichbar und für alle Zeiten sicher. Jessie und Allan werden ein Paar – und schenken sich gegenseitig einen stibitzten Diamanten aus der Mine.

## Hintergrund
Die Produktionskosten lagen angeblich bei mehr als 12 Millionen US-Dollar. Gedreht wurde in Simbabwe, auch um die Kosten für die Filmcrew gering zu halten. Für den Regisseur Thompson war dies die dritte Cannons Films-Produktion, der fünf weitere folgten.

## Synchronisation
Die Übertragung ins Deutsche wendet verstärkt Schnodderdeutsch an.

## Sonstiges
- 1986 war der Film für die Goldene Himbeere in der Kategorien schlechtester Nebendarsteller (Herbert Lom) und schlechteste Filmmusik (Jerry Goldsmith) nominiert.
- Der Streifen war auf dem deutschen Markt in einer gekürzten Fassung erschienen. Es fehlen hauptsächlich Szenen mit Gewaltdarstellungen.[2] Die DVD-Auflagen von MGM sind ungekürzt.

## Fortsetzung
- Zwei Jahre später wurde die Fortsetzung Quatermain II – Auf der Suche nach der geheimnisvollen Stadt veröffentlicht, die teilweise parallel zum ersten Teil gedreht wurde.[3] Die Regie übernahm Gary Nelson, da Regisseur Thompson im Anschluss Murphys Gesetz drehte.[4]
- 2004 folgte mit Quatermain und der Schatz des König Salomon eine weitere Neuverfilmung der Buchvorlage. Die Titelrolle übernahm dieses Mal Patrick Swayze.

## Kritiken
„Spekulatives, neokolonialistisches Urwaldabenteuer nach Henry Rider Haggards Roman ‚König Salomons Diamanten‘, der unter diesem Titel 1937 und 1950 fesselnder verfilmt wurde.“

„Das X-te Remake nach dem Fantasy-Klassiker von H. Rider Haggard ist nicht nur das langweiligste, sondern auch das am schludrigsten inszenierte: obendrein rassistisch.“

„[S]chlampig inszeniert und voller rassistischer Anspielungen.“